# Stoici antichi
Questa è una lista dei filosofi stoici antichi in ordine (approssimativamente) cronologico.
| Nome                         | Periodo              | Note                                                                                    |
| ---------------------------- | -------------------- | --------------------------------------------------------------------------------------- |
|                              | Terzo secolo a.C.    |                                                                                         |
| Zenone di Cizio              | (c. 334-262 a.C.)    | Fondatore della Scuola Stoica ad Atene (c. 300 a.C.)                                    |
| Perseo di Cizio              | (306-243 a.C.)       | Allievo ed amico di Zenone                                                              |
| Arato di Soli                | (c. 315-c. 245 a.C.) | Allievo di Zenone e poeta                                                               |
| Atenodoro di Soli            | fl. 275 a.C.)        | Allievo di Zenone e fratello di Arato di Soli                                           |
| Aristone di Chio             | (c. 310-c. 240 a.C.) | Allievo di Zenone, influenzato dal Cinismo                                              |
| Apollofane di Antiochia      | (fl. 250 a.C.)       | Amico di Aristone di Chio                                                               |
| Dionisio il Rinnegato        | (c. 325-c. 250 a.C.) | Allievo di Zenone, aderì alla Scuola cirenaica                                          |
| Sfero di Boristene           | Allievo di Zenone    | Si trasferì a Sparta ed Alessandria d'Egitto                                            |
| Erillo di Cartagine          | (fl. 250 a.C.)       | Allievo di Zenone, sostenne che la conoscenza è il bene più elevato                     |
| Cleante                      | (331-232 a.C.)       | Secondo scolarca della Scuola Stoica                                                    |
| Eratostene (di Cirene)       | (fl. 225 a.C.)       | Allievo di Aristo Bibliotecario ad Alessandria d’Egitto                                 |
| Ermagora di Anfipoli         | fl. c. 225 a.C.)     | Seguace di Perseo di Cizio                                                              |
| Crisippo di Soli             | (c. 280-c. 206 a.C.) | Terzo scolarca della Scuola Stoica. Autore di 705 libri                                 |
| Dioscoride (Stoico)          | (fl. 225 a.C.)       | Allievo di Crisippo. Padre di Zenone di Tarso                                           |
| Aristocreonte                | (fl. 210 a.C.)       | Nipote di Crisippo                                                                      |
|                              | Secondo secolo a.C.  |                                                                                         |
| Zenone di Tarso              | (fl. 200 a.C.)       | Quarto scolarca della Scuola Stoica                                                     |
| Eudromo (filosofo)           | (fl. incerto)        | Autore degli "Elementi morali"                                                          |
| Cratete di Mallo             | (fl. 175 a.C.)       | Grammatico. Bibliotecario a Pergamo                                                     |
| Diogene di Babilonia         | (c. 230-c. 150 a.C.) | Quinto scolarca della Scuola Stoica                                                     |
| Zenodoto (Stoico)            | (fl. 150 a.C.)       | Allievo di Diogene di Babilonia                                                         |
| Apollodoro di Seleucia       | (fl. 150 a.C.)       | Allievo di Diogene di Babilonia                                                         |
| Basilide (Stoico)            | (fl. c. 150 a.C.)    | Negava l'esistenza degli enti incorporei                                                |
| Antipatro di Tarso           | (c. 200-129 a.C.)    | Sesto scolarca della Scuola Stoica                                                      |
| Apollodoro di Atene          | (fl. 150 a.C.)       | Storico. Allievo di Diogene di Babilonia e di Antipatro di Tarso                        |
| Archedemo di Tarso           | (fl. 140 a.C.)       | Fondò una Scuola Stoica a Babilonia                                                     |
| Panezio                      | (185-109 a.C.)       | Settimo scolarca della Scuola Stoica                                                    |
| Boeto di Sidone (stoico)     | (fl. 150 a.C.)       | Allievo di Diogene di Babilonia                                                         |
| Polemone di Atene            | (fl. 150 a.C.)       | Geografo, seguace di Panezio                                                            |
| Marco Vigellio               | (fl. 125 a.C.)       | Amico ed allievo di Panezio                                                             |
| Eraclide di Tarso            | (fl. 125 a.C.)       | Allievo di Antipatro di Tarso                                                           |
| Dardano di Atene             | (c. 160-c. 90 a.C.)  | Uno dei capi della Scuola Stoica di Atene                                               |
| Mnesarco di Atene            | (c. 160-c. 90 a.C.)  | Uno dei capi della Scuola Stoica di Atene                                               |
| Publio Rutilio Rufo          | (158-c. 75 a.C.)     | Militare, politico, oratore e storico. Allievo di Panezio                               |
| Lucio Elio Stilone Preconino | (c. 154-74 a.C.)     | Grammatico e scrittore                                                                  |
| Dionisio di Cirene           | (fl. c. 125 a.C.)    | Uno dei capi della Scuola Stoica di Atene                                               |
| Quinto Lucilio Balbo         | (fl. c. 125 a.C.)    | Allievo di Panezio                                                                      |
| Ecatone di Rodi              | (fl. 100 a.C.)       | Allievo di Panezio, autore di libri sull'etica                                          |
| Diotimo lo Stoico            | (fl. 100 a.C.)       | Autore di false lettere a scopo diffamatorio da lui attribuite ad Epicuro               |
|                              | Primo secolo a.C.    |                                                                                         |
| Posidonio                    | (c. 135-51 a.C.)     | Filosofo, astronomo e geografo                                                          |
| Crinide                      | (fl. incerto)        | autore di scritti sulla logica                                                          |
| Proclo Mallote               | (fl. incerto)        | Filosofo e scrittore                                                                    |
| Diodoto (filosofo)           | (c. 130-59 a.C.)     | Amico di Cicerone, a cui diede lezioni sulla filosofia la logica stoica                 |
| Gemino                       | (c. 110-c. 40 a.C.)  | Astronomo, geografo, matematico                                                         |
| Atenodoro Cordilione         | (c. 130-60 a.C.)     | Bibliotecario a Pergamo, amico di Marco Porcio Catone Uticense                          |
| Apollonio di Tiro            | (fl. 50 a.C.)        | Autore di una biografia di Zenone di Cizio                                              |
| Marco Porcio Catone Uticense | (95-46 a.C.)         | Politico, militare e scrittore                                                          |
| Antipatro di Tiro            | (c. 100-45 a.C.)     | Amico di Marco Porcio Catone Uticense. Autore di trattati sull'etica pratica            |
| Apollonide (filosofo stoico) | (fl. 46 a.C.)        | Filosofo con cui Marco Porcio Catone Uticense si consultò prima di suicidarsi           |
| Giasone di Nesa              | (fl. 50 a.C.)        | Nipote di Posidonio                                                                     |
| Atenodoro Cananita           | (c. 74 a.C.-7 d.C.)  | Allievo di Posidonio. Maestro di Augusto                                                |
| Stertinio (Stoico)           | (fl. 50 a.C.)        | Filosofo oggetto della satira di Orazio                                                 |
| Quinto Sextio                | (fl. 40 a.C.)        | Fondatore di una scuola che fondeva lo Stoicismo con la Scuola Pitagorica               |
| Ario Didimo                  | (fl. 10 a.C.)        | Autore di una epitome dell'etica stoica                                                 |
|                              | Primo secolo d.C.    |                                                                                         |
| Teone di Alessandria         | (fl. 10 d.C.)        | Filosofo e matematico                                                                   |
| Attalo (filosofo)            | (fl. 25 d.C.)        | Maestro di Lucio Anneo Seneca                                                           |
| Papirio Fabiano              | (fl. 30 d.C.)        | Maestro di Seneca. Filosofo e retore                                                    |
| Giulio Cano                  | (fl. 30 d.C.)        | Filosofo condannato a mote da Caligola                                                  |
| Lucio Anneo Seneca           | (c. 4 a.C.-65 d.C.)  | Politico, filosofo ed autore di tragedie                                                |
| Publio Clodio Trasea Peto    | (c. 10 d.C.-66 d.C.) | Senatore Romano e Stoic                                                                 |
| Lucio Anneo Cornuto          | (c. 20-c. 70 d.C.)   | Autore di un compendio di teologia greca                                                |
| Cheremone di Alessandria     | (fl. 50 d.C.)        | Filosofo e grammatico. Bibliotecario ad Alessandria d'Egitto                            |
| Paconio Agrippino            | (fl. 60 d.C.)        | Meritò le lodi di Epitteto                                                              |
| Eliodoro (Stoico)            | (fl. 60 d.C.)        | Accusò il suo discepolo Silano durante il regno di Nerone                               |
| Publio Egnazio Celere        | (fl. 60 d.C.)        | Tradì l'amico Sorano per denaro                                                         |
| Elvidio Prisco               | (fl. 65 d.C.)        | Filosofo e senatore romano                                                              |
| Aruleno Rustico              | (c. 30-93 d.C.)      | Politico. Amico ed allievo di Publio Clodio Trasea Peto                                 |
| Gaio Musonio Rufo            | (c. 25-c. 90 d.C.)   | Con Epitteto, Marco Aurelio e Seneca uno dei maggiori esponenti del neostoicismo romano |
| Eufrate (Stoico)             | (c. 35-118 d.C.)     | Filosofo, oratore e allievo di Gaio Musonio Rufo                                        |
| Dione Crisostomo             | (c. 40-c. 115 d.C.)  | Oratore greco, scrittore, filosofo e storico.                                           |
|                              | Secondo secolo d.C.  |                                                                                         |
| Cleomede                     | (fl. incerto)        | Astronomo vissuto dopo Posidionio                                                       |
| Epitteto                     | (c. 55-c. 135 d.C.)  | Uno dei maggiori esponenti del neostoicismo romano                                      |
| Ierocle (filosofo)           | (fl. 150 d.C.)       | Autore degli "Elementi di Etica"                                                        |
| Flavio Arriano               | (c. 90-175 d.C.)     | Storico ed allievo di Epitteto                                                          |
| Basilide di Scitopoli        | (fl. 150 d.C.)       | Maestro di Marca Aurelio                                                                |
| Apollonio di Calcide         | (fl. 150 d.C.)       | Maestro di Marco Aurelio e Lucio Vero                                                   |
| Claudio Massimo              | (fl. 150 d.C.)       | Filosofo amico di Marco Aurelio                                                         |
| Cinna Catulo                 | (fl. 150 d.C.)       | Maestro di Marco Aurelio                                                                |
| Sesto di Cheronea            | (fl. 160 d.C.)       | Filosofo e maestro di Marco Aurelio                                                     |
| Quinto Giunio Rustico        | (c. 100-c. 170 d.C.) | Filosofo e Console. Consigliere di Marco Aurelio                                        |
| Marco Aurelio                | (121-180 d.C.)       | Imperatore Romano 161-180 d.C.                                                          |
|                              | Terzo secolo d.C.    |                                                                                         |
| Medio (Stoico)               | (fl. 250 d.C.)       | Ha dibattuto la teoria stoica delle otto parti dell'anima con Cassio Longino (retore)   |